# H.C.ロビンス・ランドン
ハワード・チャンドラー・ロビンス・ランドン（Howard Chandler Robbins Landon, 1926年3月6日 - 2009年11月20日）は、アメリカ合衆国の音楽学者。モーツァルトやハイドンの専門家として国際的に名高く、一般的にH・C・ロビンス・ランドンとして知られている。

## 経歴
マサチューセッツ州ボストンの出身であり、ロビンズは母の姓、ランドンは父の姓である。
スワースモア大学とボストン大学で音楽を修める。ボストン大学時代にハイドン研究で知られるカール・ガイリンガーに学んだ。その後ヨーロッパに渡り音楽評論家として活動した。1947年よりウィーンでハイドンについて研究し、その専門家として名を馳せるようになった。帰国した後、1949年にボストンでハイドン協会を立ち上げた。ふたたびウィーンに戻り、それにともなって協会もウィーンに移転した。ハイドンの資料は多く当時の東側にあったが、ランドンは『タイムズ』で働き、そのコネによって東側に入国することができた。
1955年に『ハイドンの交響曲（英語: Symphonies of Joseph Haydn）』を、1970年代末までに5巻の大著『ハイドン（英語: Haydn: Chronicle and Works）』を上梓した。また、ハイドンの作品の数々の校訂も手懸けた。ハイドンのほかに、モーツァルトやベートーヴェン、ヴィヴァルディといった18世紀の作曲家についても著作を残している。また、「バロココ（barococo）」という造語を創り出した。1992年エルンスト・フォン・ジーメンス音楽賞受賞。
1994年にロビンス・ランドンが初めに「ハイドンの新発見のピアノソナタ」と断定した作品をめぐって論争の火蓋が切られたが、その後これらの楽曲は偽作であると結論された 。
ランドンは生涯に3回結婚した。2番目の妻であるオーストリアの音楽学者のクリスタ(Christa Landon、1921-1977)とは1949年に結婚したが、飛行機事故で1977年に死亡した。彼女は新シューベルト全集のために働き、1969年にウィーンで約50曲のシューベルトの自筆原稿を発見した。ハイドンのピアノソナタ全集はクリスタ・ランドンによって編纂された。

## 主要な著作
- Symphonies of Joseph Haydn (1955)
- Beethoven; a documentary study. Compiled and edited by H.C. Robbins Landon. New York: Macmillan. 1970. (Translation of Beethoven; sein Leben und seine Welt in zeitgenössischen Bildern und Texten Zurich: Universal Edition, 1970.)
- Haydn: Chronicle and Works. Bloomington: Indiana University Press, 1976-1980. (Also London: Thames and Hudson.) v. 3 has ISBN 0-500-01164-8.
- Haydn: A Documentary Study. New York: Rizzoli, 1981. ISBN 0-8478-0388-0.
- Mozart and the Masons : new light on the lodge "Crowned hope". New York, N.Y. : Thames and Hudson, 1983, c1982. ISBN 0-500-55014-X.
- Handel and his World. (First American Edition.) Boston: Little, Brown. 1984. ISBN 0-316-51360-1.
- 1791: Mozart's Last Year. London and New York, N.Y. : Thames and Hudson, 1988, 1999. ISBN 	 0-500-28107-6 (1999 edition).
  - 日本語訳：海老沢敏 訳『モーツァルト最後の年』中央公論新社、2001年。ISBN 4120031144。
- With Wyn Jones, David: Haydn, His Life and Music. Bloomington: Indiana University Press. 1988. ISBN 0-253-37265-8.
- Mozart, the golden years, 1781-1791. New York: Schirmer Books, 1989. ISBN 0-02-872025-3.
  - 日本語訳：吉田泰輔 訳『モーツァルト・ゴールデン・イヤーズ : 1781-1791』中央公論社、1991年。ISBN 4120020681。
- Mozart and Vienna. First American Edition: New York : Schirmer Books : Maxwell Macmillan International, 1991. ISBN 0-02-871317-6.
- Vivaldi: Voice of the Baroque. London: Thames & Hudson, 1993. ISBN 0-500-01576-7.